# دوايت تاونسند
دوايت تاونسند هو سياسي أمريكي، ولد في 26 سبتمبر 1826 في نيويورك في الولايات المتحدة، وتوفي في 29 أكتوبر 1899. نشط حزبياً في الحزب الديمقراطي. وقد انتخب عضو مجلس النواب الأمريكي ‏.